# Masturbació

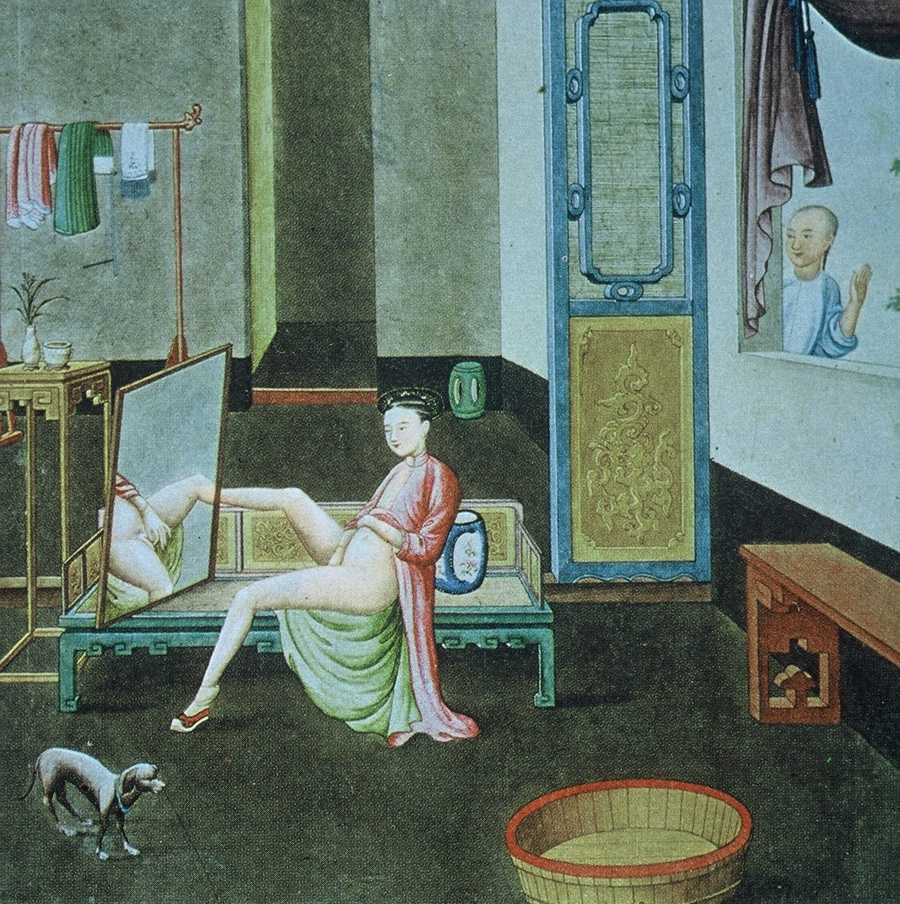
Quadre eròtic xinès del segle XVIII d'una dona que es masturba.

La masturbació o onanisme és una pràctica sexual que consisteix a estimular els òrgans sexuals per tal d'obtenir plaer, relaxació o alleugerir tensions sexuals o ansietat, podent arribar o no a l'orgasme. La masturbació la pot practicar hom mateix o una altra persona, com passa en la masturbació mútua. La majoria de persones es masturben, des de la preadolescència i fins a la vellesa. És una pràctica comuna també en la majoria de mamífers.
La masturbació s'ha associat a un increment de la salut física i psicològica. Estudis indiquen que una masturbació freqüent es relaciona amb una major autoestima en les dones i un risc menor de càncer de pròstata. Fomenta l'autoconeixement, ja que permet experimentar amb el propi cos diversos tipus de pressió i manipulació per saber què el fa sentir bé i dona un major plaer.
S'han descartat les suposades conseqüències negatives de la masturbació, com ara que pot produir ceguesa, bogeria, esterilitat o fer créixer cabells a les mans. Tampoc no hi ha cap evidència que la masturbació sigui perjudicial per a les relacions de parella. De fet, s'ha observat que les persones en relacions de parella es masturben més que les solteres, la qual cosa ha portat a considerar la masturbació com a part d'una vida sexual activa, en comptes d'un substitut del sexe amb parella.
La masturbació ha estat objecte de prohibicions morals i socials en certes cultures. Les prohibicions sovint impliquen que aquesta pràctica es dugi a terme en llocs privats o un sentiment de culpabilitat per trencar amb allò que és percebut com a normal. Fins i tot, durant el segle xix i principis del XX als EUA i Europa, alguns pares posaven guants d'alumini a les mans dels nens a l'hora de dormir per evitar que es masturbessin. Per altra banda, en certes àrees de Melanèsia, la masturbació és acceptada i pot ser practicada en públic. Els manuals Taoistes descrivien la masturbació com una forma essencial de fer circular l'energia sexual al cos.

## Tècniques
Les zones erògenes es poden estimular amb els dits, les mans, per refrec amb objectes o mitjançant joguines sexuals. Les pràctiques masturbatòries varien àmpliament segons el cos de la persona i les seves preferències. Per exemple, en cossos femenins la masturbació pot involucrar manipular el clítoris i els llavis vaginals, estimular els pits o penetrar la vagina amb una joguina sexual. En cossos masculins, pot dur-se a terme estimulant el penis amb les mans i/o fent ús de joguines sexuals.
Les pràctiques masturbatòries poden anar acompanyades de fantasies eròtiques i incloure l'ús d'imatges, vídeos o històries eròtiques. Quan s'aconsegueix una masturbació mitjançant només la imaginació s'anomena masturbació psicològica.

### Masturbació masculina

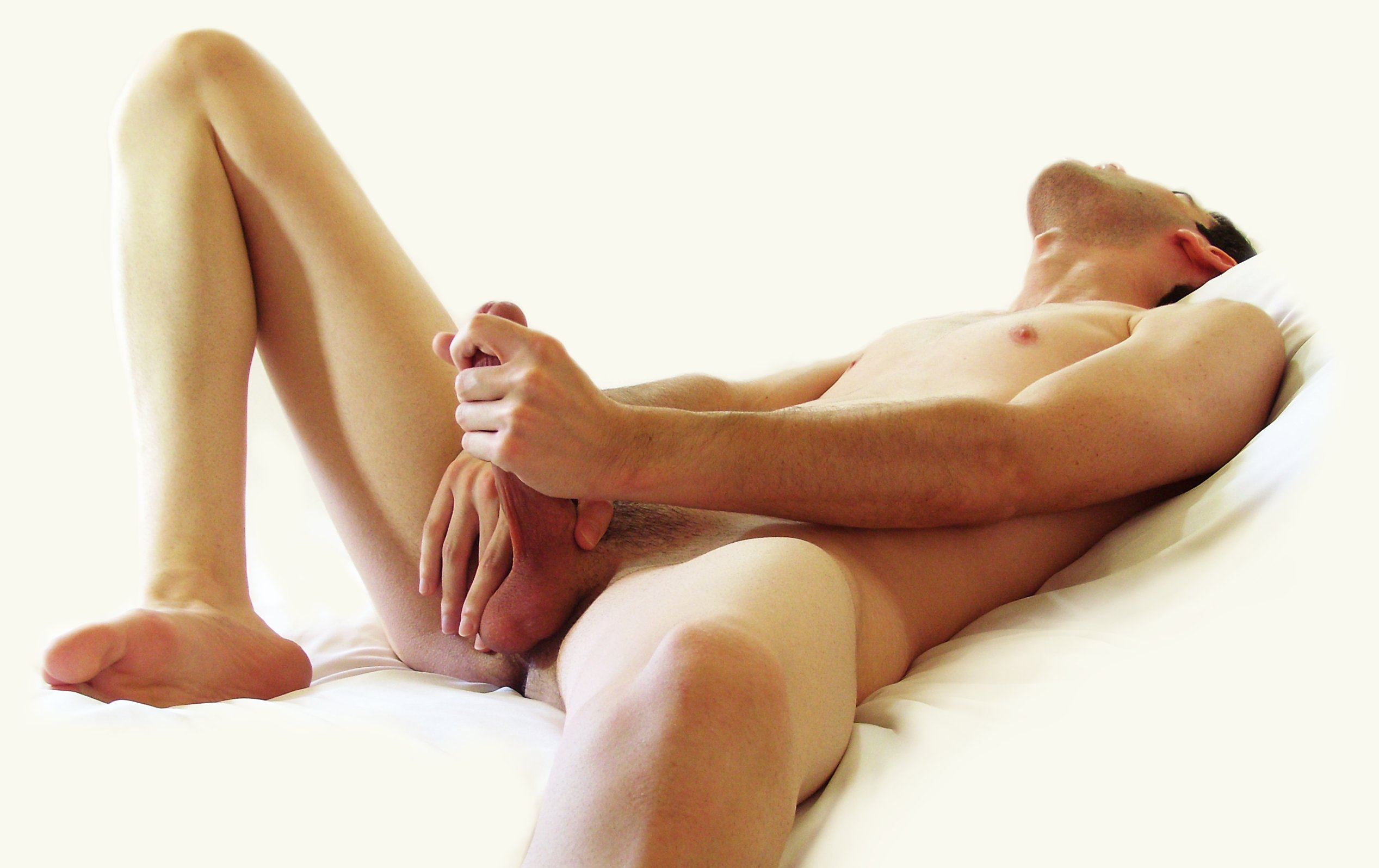
Masturbació masculina

La forma més habitual de masturbació en els homes consisteix a agafar-se el penis amb la mà, i moure'n rítmicament la pell amunt i avall.
Els tocaments i carícies sobre l'escrot i els testicles ajuden també a proporcionar plaer i a facilitar l'arribada a l'orgasme. Especialment sensible és també la part de pell que hi ha sobre la pròstata entre els testicles i l'anus.
L'anus esdevé també un element de gran importància com a generador de plaer en la masturbació. La utilització de vibradors en l'home com a objecte en la masturbació és menys comuna que en les dones, llevat de la comunitat gai. Els homes no circumcidats no solen necessitar l'ús de lubricants, perquè el prepuci ja mitiga els efectes del frec directe per si sol, encara que n'hi ha que els empren per afegir sensacions a la seva activitat. L'ús de lubricants és més freqüent entre els homes que tenen el seu penis circumcidat, amb la finalitat de facilitar el lliscament de la mà sobre el gland.
Existeixen aparells elèctrics i mecànics perquè els homes es masturbin: nines inflables, vagines artificials, bombes de buit, etc. També poden utilitzar vibradors, concentrant la seva activitat sobre la pell que uneix el gland i la resta del penis.
La masturbació masculina acostuma a acabar amb un fort plaer anomenat orgasme que va acompanyat d'una ejaculació.

### Masturbació femenina

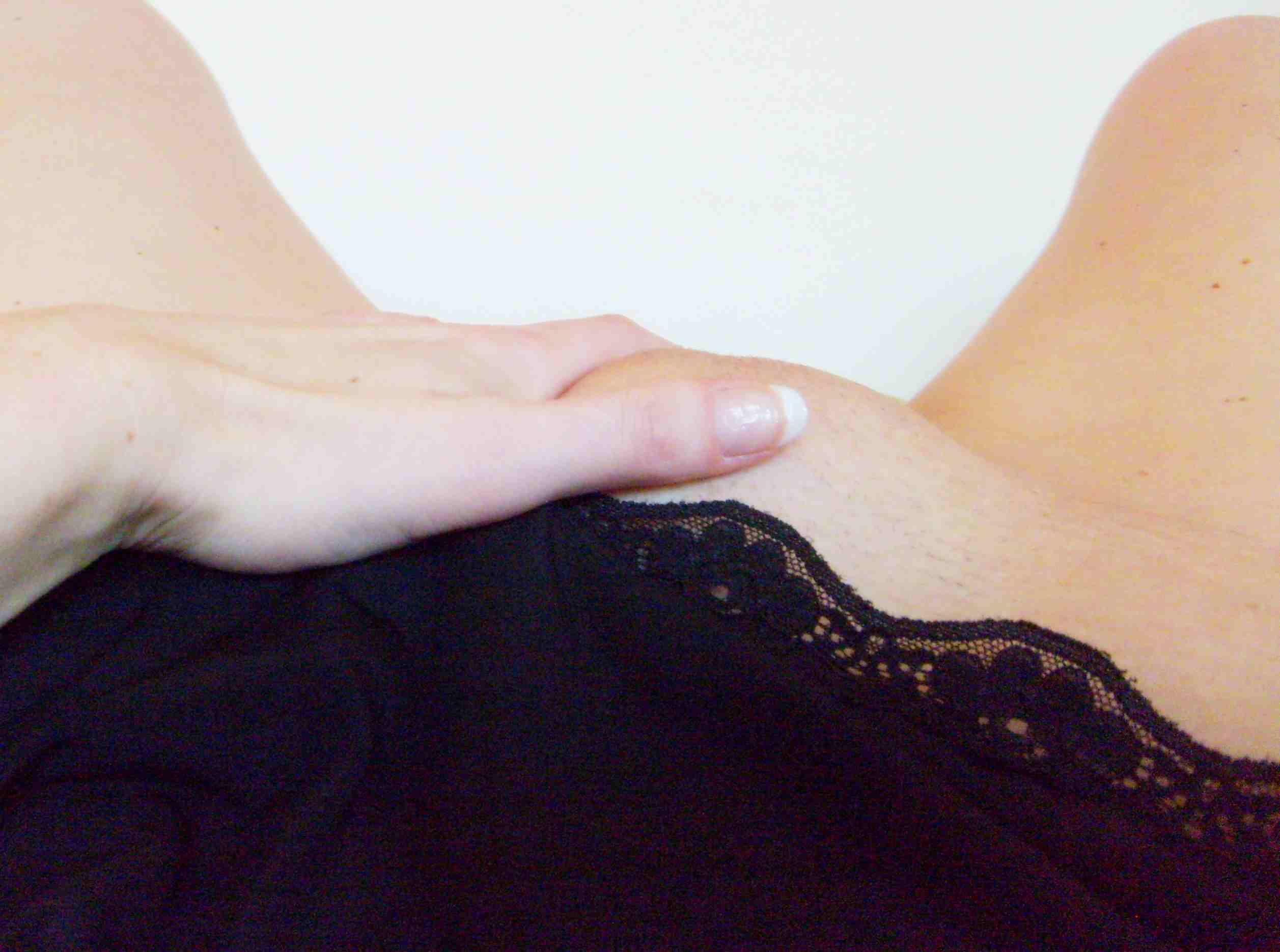
Masturbació femenina

La forma més típica de masturbació femenina consisteix a estimular el clítoris i els llavis vaginals amb els dits introduint-los discrecionalment en la vagina. La utilització de vibradors, especialment dissenyats per a assolir més intensitat de plaer, ha afavorit en moltes dones la pràctica masturbatòria com a font de plaer solitari. També les boles xineses que s'insereixen dins la vagina han contribuït a popularitzar la masturbació amb objectes sexuals.
Les pràctiques masturbatòries femenines van també sovint acompanyades de l'autoestimulació dels pits, especialment els mugrons, com a parts especialment sensibles del cos. Més rarament la dona opta per l'autoestimulació anal. La gran majoria de les dones es masturben ficades al llit, o al bany, i amb les cames obertes, un 10% ho fa cap per avall i amb les cames més juntes o molt juntes. La meitat d'aquestes últimes no empren els dits per masturbar-se, sinó que es freguen contra un coixí, amb els llençols o muntant en algun peluix. El 3% de les dones es masturben en qualsevol postura simplement contraient les cuixes. Un altre 2% ho fa emprant el doll d'aigua de la dutxa o la banyera. I hi ha un 2% més que ho fa sense mans, estimulant només amb fantasies. Malgrat les nombroses tècniques existents per masturbar-se, la majoria de les dones (71%) solen ser-ne fidel a una d'elles durant tota la seva vida.
No totes les dones, a diferència dels homes, tenen la capacitat de poder assolir l'orgasme a través de la masturbació. És força comuna la utilització d'alguna mena de lubrificant per facilitar el moviment dels dits o dels objectes per la vulva i la vagina.

## Extensió de la masturbació
La majoria de persones es masturben, tant homes com dones, tot i que hi ha un percentatge de persones que no ho fa. Les taxes de mastrubació són més elevades en l'actualitat que en els informes Kinsey. Tanmateix, la diferència es pot deure a un augment en la seguretat d'explicar que hom practica la masturbació.

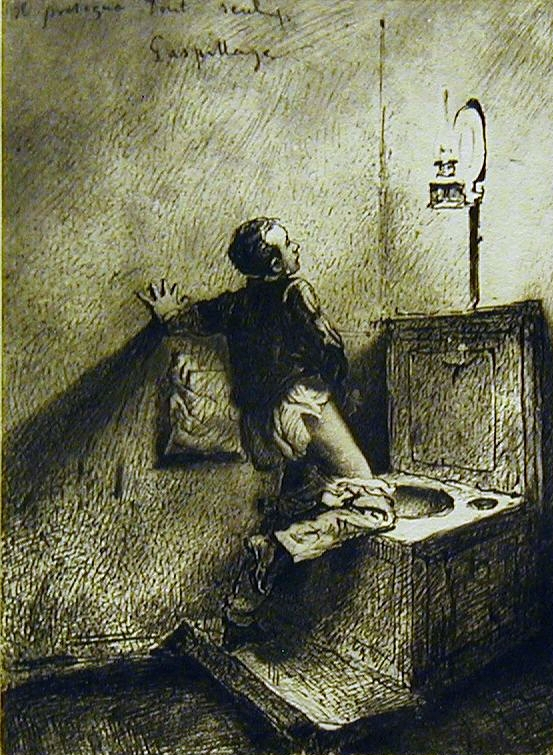
Onanisme. Michael von Zichy, 1911.

Estudis realitzats als Estats Units d'Amèrica indiquen que varia segons factors sociològics com l'edat, el nivell educatiu, l'ètnia o el gènere. Concretament, la masturbació és més freqüent en persones més joves, amb major nivell d'educació i en homes, i és menor en persones més grans, amb menor educació i en dones. No obstant això, les taxes de masturbació en dones han augmentat estudi rere estudi. En l'informe Kinsey de 1953 sobre el comportament sexual de les dones, el 62 % de les dones entrevistades indicaven que s'havien masturbat almenys una vegada a la vida. L'informe Hite de 1973, incrementava el percentatge al 82 %, i un altre estudi del 2013 va indicar-ne un 91 %. Aquest darrer estudi també va reportar que la meitat de les dones (entre el 30 i 70 %, depenent de l'edat) s'havien masturbat l'any anterior.

### Masturbació en altres espècies animals
La conducta masturbatòria ha estat documentada en un ventall ampli d'espècies. Es coneixen individus d'algunes espècies que han creat eines per a propòsits masturbatoris.

## La masturbació al llarg de la història

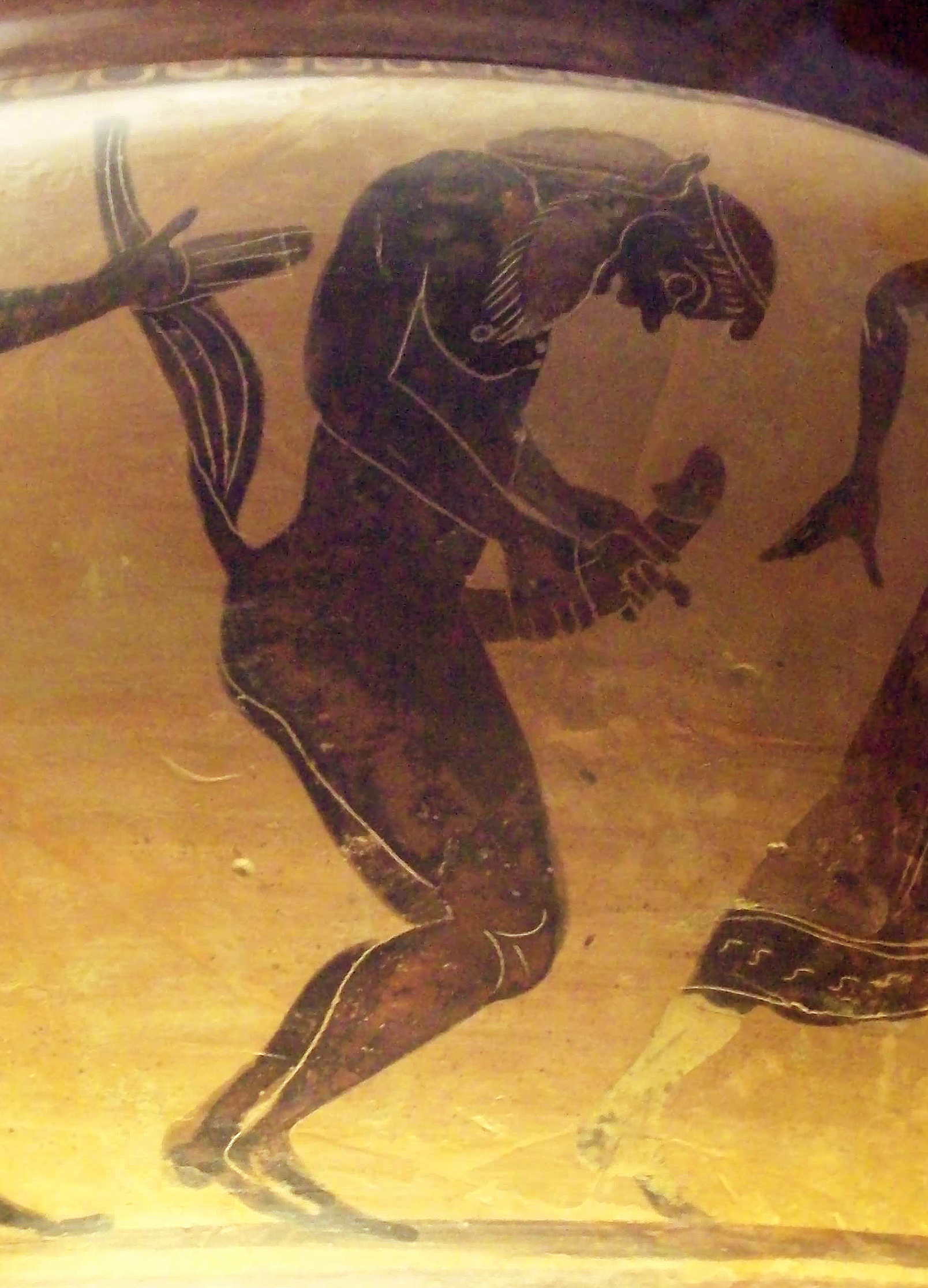
Sàtir masturbant-se. Crater grec del segle VI a. C..

La medicina moderna reconeix que la masturbació no produeix danys i la considera una pràctica normal, fins i tot antiestressant.
Al llarg de la història, sempre hi van haver veus que asseguraren que la masturbació era un acte immoral. La base d'aquest criteri es fonamentaria en que la masturbació impediria que l'espècie humana es mantingués viva sobre el planeta per l'emissió improductiva d'esperma, en el cas de la masculina. En el cas de la femenina s'afirmava que si les dones es masturbaven es podrien allunyar dels homes perquè preferirien buscar el plaer en si mateixes.

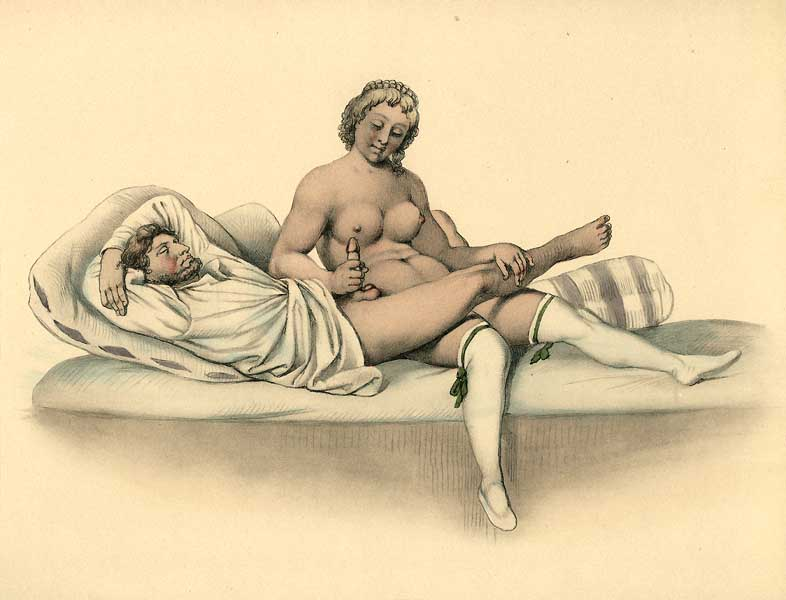
Johann Nepomuk Geiger, tèmpera (1840).

No va ser fins al segle xviii que al suposat "dany moral" que provocaria la masturbació se la va afegir el "dany físic": es començà a dir que la masturbació, a més de condemnar les ànimes, ocasionava infinitat de malalties. Es van idear molts mètodes per a descobrir els nens i nenes que es masturbaven, i es van crear nombrosos remeis contra aquesta pràctica. D'aquestès «mètodes» n'hi ha tota una sèrie: circumcidar els nens sense anestèsia, guants aspres, aparells especials que impedien l'accés als genitals, descàrregues elèctriques, tractar els genitals amb ortiga, o directament extirpar-los quirúrgicament.
En dècades posteriors, el terrorisme psicològic va reemplaçar les mesures físiques. Es va arribar a dir els infants que si els masturbaven els creixerien pèls a les mans, la cara els tornaria verda, se'ls secaria el penis o el clítoris, es tornarien bojos, els sortirien grans a la cara, etc. Als Estats Units i a altres països angloparlants es va començar a practicar de manera rutinària la circumcisió neonatal pel fet que suposava un efecte preventiu contra la masturbació i la clitoridectomia a les noies. Aquesta darrera pràctica es va abandonar ben entrats els anys trenta, però la circumcisió neonatal dels nens es continua practicant a Nord-amèrica.
S'atribueix a Sigmund Freud el descobriment que la masturbació és una cosa comuna a la infància. Freud va sostenir, sense gaire proves conforme a l'exigència de rigor científica fins a una edat avançada que la masturbació adulta era la causa d'una de les formes de neurosi conegudes en aquell temps sota el nom de neurastènia, terme vague i mal definit que podria correspondre a l'anomenada fibromiàlgia o fatiga crònica. Tanmateix, el coneixement de la sexualitat humana en l'actualitat es deu a un coetani anomenat: Havelock Ellis. Aquest autor no solament va assenyalar que la masturbació era comuna en els homes, sinó que també es tractava d'una pràctica habitual en les dones de totes les edats.

## Etimologia i cultura popular
Hi ha moltes paraules en llengua catalana que es refereixen a la masturbació. La més estesa és "palla", tot i ser un castellanisme mal adaptat en venir en realitat paja del mot caló pakha, mot d'origen sànscrit que vol dir "tocament". També són expressions col·loquials amb cert ús "manola","quinyola", "pinyola","manual", "manualitat", "joc de mans". Altres expressions com "pelar-se-la", "remenar-se-la", "autocontentar-se", "fer la mà", "comptar bigues" o "fer-se la punyeta" també són ben presents en el llenguatge col·loquial. Per a referir-se a la pràctica femenina concretament, hi ha expressions com ara "fer ditet", "fer-s’ho tota sola", "fer ralet-ralet" o "ficar-s’hi el dit". Per a la pràctica masculina, s'empra "concert de flauta", també "gallarda" si s'aprofita l'erecció matinal. La "cubana" o "mambo" és una masturbació masculina entre els pits femenins.